# Country Walk
Country Walk es un lugar designado por el censo ubicado en el condado de Miami-Dade en el estado estadounidense de Florida. En el Censo de 2010 tenía una población de 15.997 habitantes y una densidad poblacional de 2.358,33 personas por km².

## Geografía
Country Walk se encuentra ubicado en las coordenadas 25°38′2″N 80°26′5″O / 25.63389, -80.43472. Según la Oficina del Censo de los Estados Unidos, Country Walk tiene una superficie total de 6.78 km², de la cual 6.68 km² corresponden a tierra firme y (1.53%) 0.1 km² es agua.

## Demografía
Según el censo de 2010, había 15.997 personas residiendo en Country Walk. La densidad de población era de 2.358,33 hab./km². De los 15.997 habitantes, Country Walk estaba compuesto por el 82.03% blancos, el 9.97% eran afroamericanos, el 0.08% eran amerindios, el 2.67% eran asiáticos, el 0.05% eran isleños del Pacífico, el 2.64% eran de otras razas y el 2.56% pertenecían a dos o más razas. Del total de la población el 70.23% eran hispanos o latinos de cualquier raza.